# لانتانا إفريقية
لانتانا أفريقية (الاسم العلمي:Lantana africana) هي نوع غير مؤكد من النباتات تتبع جنس اللانتانا من الفصيلة اللويزية.